# Agricultural Futures Exchange of Thailand
Die Agricultural Futures Exchange of Thailand (AFET) ist die exklusive Agrarterminbörse Thailands. Sie wird von der Agricultural Futures Trading Commission reguliert, die gemäß den Bestimmungen des Agricultural Futures Trading Act B.E. 2542 von 1999 gegründet wurde. Finanziert wird sie von der thailändischen Regierung.

## Geschichte
Der erste Vorstand der thailändischen Agrarterminbörse wurde am 20. September 2001 ernannt. Chana Rungsaeng wurde vom Vorstand zum Vorsitzenden gewählt, und Jalthong Patamapongs wurde zum Präsidenten ernannt. Frau Napaporn Kurupasutachai war von 2004 bis 2007 Präsidentin, trat jedoch ein Jahr vor Ablauf ihres Vertrags aus gesundheitlichen Gründen zurück.
Die AFET handelt mit Kautschuk, Reis und Tapioka. Sie startete ihren ersten Terminhandel mit dem Naturkautschuk Ribbed Smoked Sheet Nr. 3 (RSS3) am 28. Mai 2004. Als nächstes wurden am 26. August 2004 auch weißer Reis mit 5 % Bruchanteil und am 25. März 2005 Tapiokastärke Premium Grade notiert.